# Ospedale di Cuasso al Monte
L'Istituto climatico sanatoriale Emanuele Filiberto di Savoia, altrimenti conosciuto come Sanatorio Duca d'Aosta, o più comunemente e recentemente come Ospedale di Cuasso al Monte, fu una struttura sanitaria di Cuasso al Monte.

## Storia

### Il Convento di Sant'Angelo, la colonia Dandolo, l'Opera Orfani di padre Gerardo Beccaro e l'occupazione militare
La parte più antica dell'ospedale è costituita dal vecchio convento carmelitano, fondata nel 1632. I monaci scelsero questa località, denominata Deserto per via della sua distanza dal centro paesano e la sua posizione in mezzo ai boschi, per costruire il loro convento. Rimase tale fino al 1798, quando venne soppresso dal Direttorio della Repubblica Cisalpina ed abbandonato. Venne acquistato dalla famiglia Dandolo, che trasformò la proprietà in villa privata. Nel 1906 viene acquistato da padre Gerardo Beccaro, Carmelitano, che trasforma la proprietà in colonia per bambini rimasti orfani. Nel 1917 viene occupata dall'autorità militare.

### Il periodo sanitario

#### Inizi
Verso la fine del 1917 il fabbricato dell'ex-convento venne acquistato, con il denaro raccolto da una sottoscrizione pubblica (lotteria), dalla Croce Rossa di Milano, che identificò nell'area del Deserto di Cuasso una zona ideale per istituire un istituto sanatoriale per la cura di malattie respiratorie. Questa particolare zona presenta una salubre qualità dell'aria a causa della sua posizione geografica: la vicinanza ai laghi varesini, la copertura offerta dalle montagne cuassesi, la boscaglia, essendo immersa in 138 ettari di boschi di faggi. Una tale qualità dell'aria rese l'area perfetta per la cura della tubercolosi. La popolazione era contraria all'edificazione di un sanatorio; il professore Pio Foà di Torino portò però avanti una campagna di sensibilizzazione che fece cambiare idea agli abitanti, permettendone la costruzione.
Dopo che la Croce Rossa ebbe acquisito la struttura, ne avviò una completa ristrutturazione, che terminò il 1º settembre 1918.

#### Apertura e primo periodo di attività sanitaria
Pochi giorni dopo l'apertura ufficiale, segnata dalla fine dei lavori il 1º settembre, il 10 settembre 1918 i primi 10 malati, provenienti dall'ospedale militare di Viggiù, varcarono la soglia della struttura. L'attività di cura era guidata dal medico maggiore dottor Arturo Campani. Ne arrivarono altri il 21 settembre dello stesso anno, 4 provenienti da Milano e 26 da Gorgonzola, e 30 erano già in lista da quest'ultimo. L'ospedale, che offriva allora solamente 55 posti letto, era adibito a ricovero per soli individui malati di sesso maschile. L'assistenza ai malati era garantita, oltre che dal corpo medico con a capo il direttore sanitario, anche dalle Suore dell'ordine di Maria Consolatrice, con compiti infermieristici. A questo punto assumeva ancora la qualifica di Sanatorio o Istituto Climatico Sanatoriale.
La terapia climatica fu reputata così effettiva che l'afflusso di pazienti crebbe costantemente: fu quindi eretto in due anni il secondo padiglione (definito "centrale"), che offriva all'incirca 150 posti letto, per un totale di 200 circa. Il suo progetto fu redatto da Romolo Squadrelli e l'appalto affidato all'impresa di professor Chini. La prima pietra venne posata il 26 settembre 1918 e venne terminato nel 1920. Questo verrà poi rialzato di un piano tra il 1935 ed il 1937.
Il 3 aprile 1962 viene steso da Eugenio Rezia il progetto del terzo padiglione (definito "nuovo") e l'appalto viene affidato il 19 novembre 1964 alla ditta Valceresio, che lo terminerà il 31 ottobre 1966. I due padiglioni verranno uniti con un corpo di collegamento camminabile, il cui progetto venne redatto il 28 gennaio 1980 da Eugenio Persenico.

#### Attività dagli anni '70 al terzo millennio
Il 26 maggio 1970 l'istituto passa da "Sanatorio" a "Ospedale provinciale per lungodegenti". Il 9 luglio dello stesso anno, con decreto del Presidente della Repubblica Giuseppe Saragat (DPR 1228), diviene ente ospedaliero autonomo. Il 14 maggio 1973, con decreto del presidente della Regione Lombardia, cambia nome da "Istituto climatico sanatoriale" a "Ospedale di Cuasso al Monte - Ente ospedaliero provinciale per lungodegenti".
Il 31 dicembre 1980 viene costituita la U.S.S.L. 4 di Arcisate con il decreto del presidente lombardo numero 637 (diventa presidio ospedaliero numero 4 della Provincia di Varese), e ad essa viene trasferita l'autorità sul neo-ospedale il 30 aprile 1981 (a decorrere dal 1° maggio) con il decreto numero 258.
Dal 1988 è gestito dall'Azienda Ospedaliera dell'Ospedale di Circolo e Fondazione Macchi. Dopo un periodo di chiusura, venne riaperto parzialmente nei primi mesi del 2020 come punto di degenza per pazienti affetti da COVID-19 provenienti dall'intera provincia. A seguito della fine dell'emergenza pandemica l'ospedale (entrato nel patrimonio dell'ASST Sette Laghi) è stato nuovamente chiuso e lasciato in condizioni di abbandono e degrado.

## Costruzione

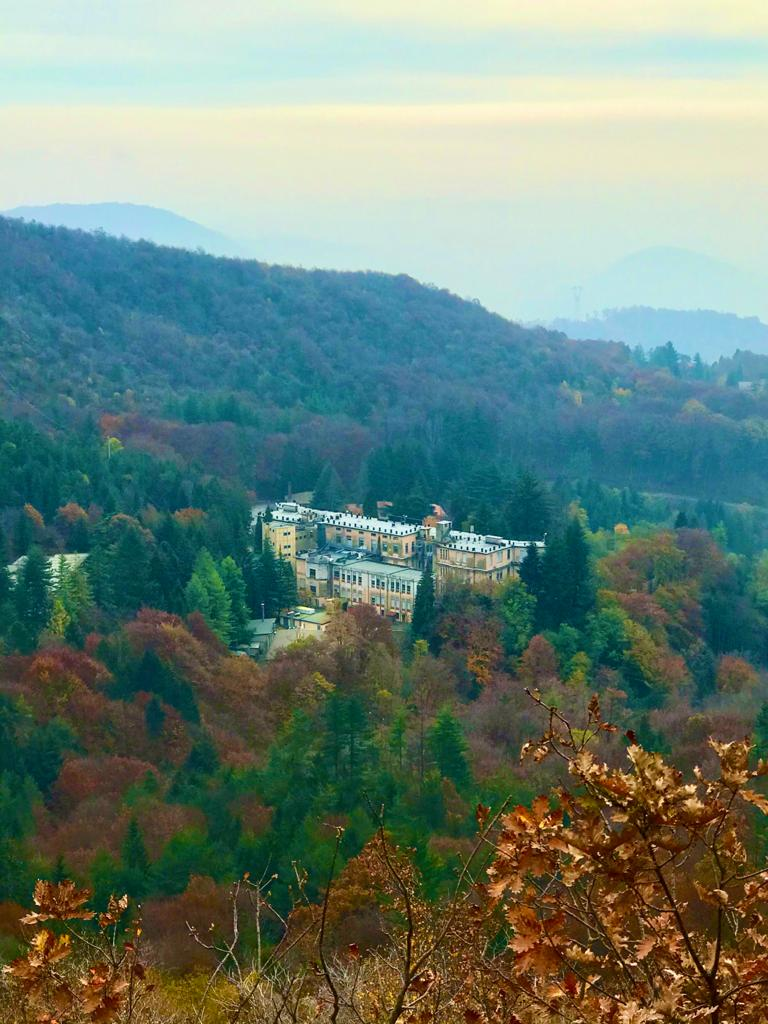
La posizione isolata nei boschi dell'ospedale

### Struttura

#### Padiglione ex-convento
Dopo la soppressione dell'antico convento carmelitano e le due altre destinazioni che la struttura attraversò, viene acquisito dalla Croce Rossa Italiana, che iniziò una ristrutturazione completa con lo scopo di rendere il fabbricato un istituto per la cura delle malattie respiratorie e polmonari. Questa portò alla demolizione di gran parte degli interni del convento: la sezione del convento venne divisa in tre parti, e le infermerie vennero collocate nelle due vecchie chiese sovrapposte.

#### Padiglione "centrale"
In seguito al crescente afflusso di pazienti, provenienti prevalentemente da altri ospedali della regione, la Croce Rossa decise di creare nuovi posti letto, facendo costruire un'altra sezione, con una capacità prevista di 150 pazienti. Il 26 settembre 1918 venne posata la prima pietra per il nuovo padiglione; venne terminato nel settembre del 1920. Durante la costruzione, il padiglione ex-convento funziona a pieno vigore, ospitando 55 pazienti, maggiormente malati di tubercolosi o di altre malattie polmonari.

##### Progetto
Il progetto originale, steso da Romolo Squadrelli, prevedeva tre edifici uguali, di due piani, formati da un corpo centrale e da due ali laterali, sotto le quali ci sarebbero dovuti essere i sotterranei. La planimetria complessiva del territorio includeva anche edifici accessori come lavanderia, reparto di isolamento, obitorio.

##### Edificio
Dei tre edifici previsti ne venne costruito solamente uno, appena dietro al padiglione ex-convento e ad un'altitudine di 750 metri. Venne eretto dalla ditta del professor Chini. L'edificio è formato da tre piani ed è costituito da un corpo centrale, lungo 95 metri, e da due ali laterali, originariamente verande poi murate, che gli fanno raggiungere una lunghezza complessiva di 122 metri. Sotto le ali vi sono i sotterranei. Le facciate si trovano a nord e a sud; verso sud vi era un giardino. La costruzione di questo giardino, che si estendeva verso valle, richiese la demolizione delle due chiese sovrapposte del convento, ove, fino a quel momento, vi erano le infermerie sin dall'apertura del sanatorio. Tra il 1935 ed il 1937 la struttura venne rialzata di un piano.
Nel settembre 1920 venne ultimato il secondo padiglione, ma subito venne dimostrata la necessità di un terzo edificio a causa dell'affluenza continua di malati.

#### Padiglione "nuovo"
Nel 1964 iniziarono i lavori per la realizzazione del terzo padiglione, che finirono due anni dopo. Si trova a nord dei due precedenti edifici, in una posizione più isolata ed elevata. Tra i due padiglioni venne costruita una stecca di collegamento su progetto di Eugenio Persenico nel 1980. Il sanatorio raggiunse un numero totale di posti letto superiore ai 400.

### Aree sanitarie e ricreative

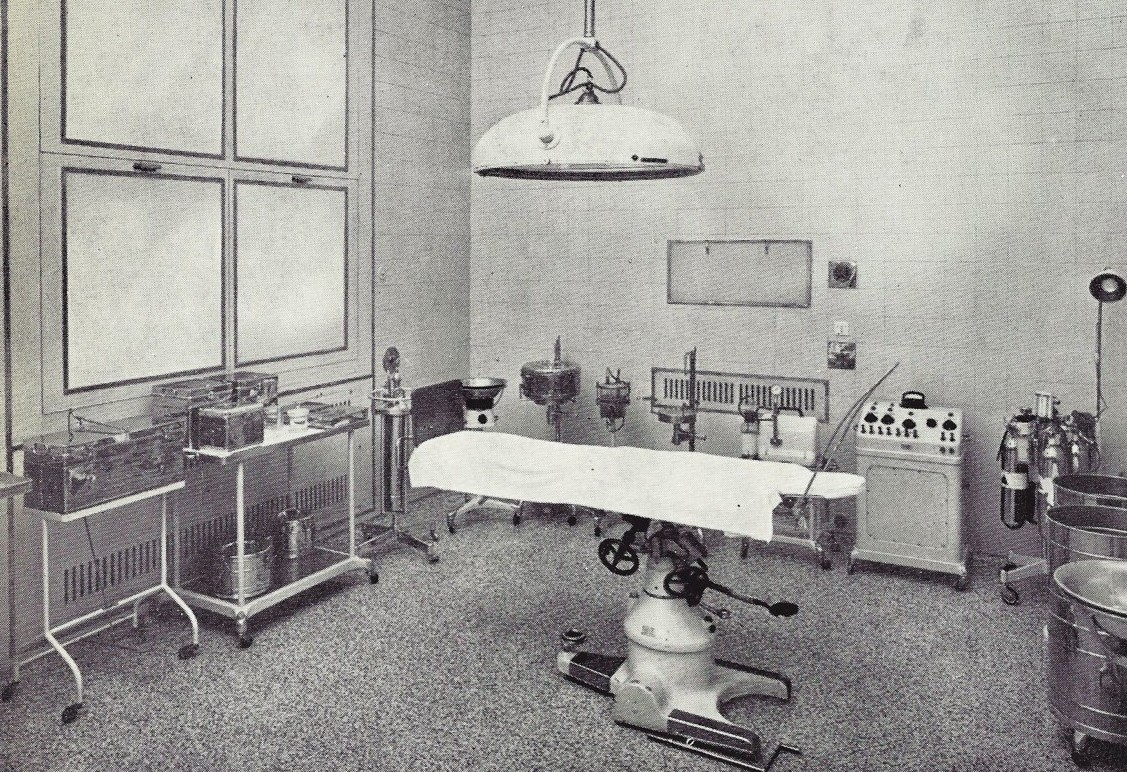
Una delle sale operatorie

#### Divisioni sanitarie
L'ospedale, nella sua forma definitiva composta dai tre padiglioni, ospitava 400 posti letto e offriva ambulatori e interi reparti volti alle pratiche di chirurgia, radiologia, farmacia, fisiopatologia, otorino e odontoiatria. Nel 1971 viene riaperto il reparto di medicina, che comprendeva anche la medicina riabilitativa. Al piano terra della stessa sezione venne istituito il reparto di radiologia.

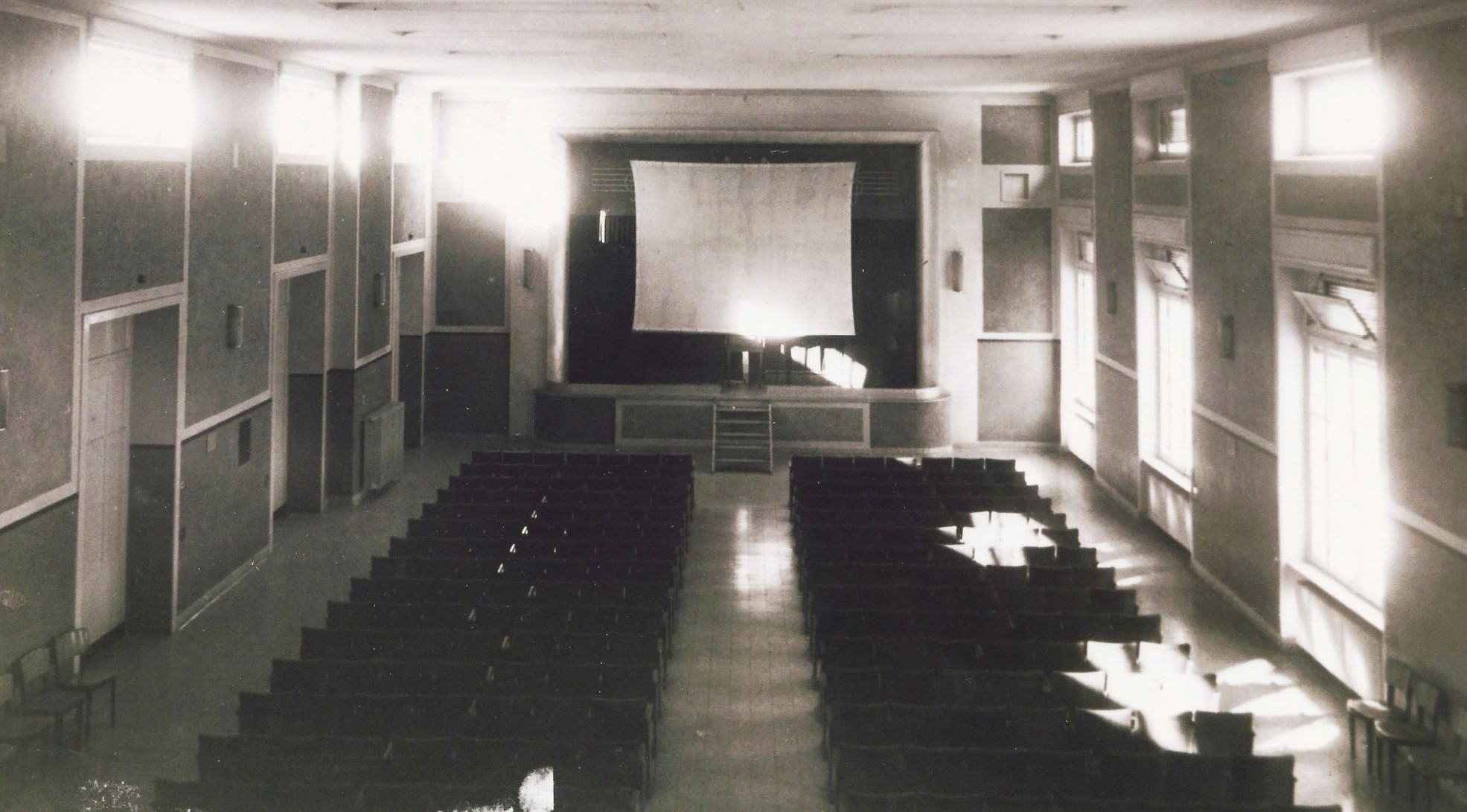
Il salone cinema-teatro

Il fiore all'occhiello della struttura rimaneva la pneumologia riabilitativa, che poteva contare su personale altamente qualificato, macchinari e tecniche all'avanguardia e spazi appositi come laboratori di fisiopatologia respiratoria. Erano inoltre garantite indagini diagnostiche routinarie per i pazienti, come spirometria, pletismografia, emogasanalisi e test di stimolazione aspecifica con nebbia ultrasonica.
Era attiva anche la sezione di cardiologia riabilitativa, formata da 18 posti letto. Conteneva ambulatori per visite cardiologiche, ECG e ECG da sforzo. Per questo, la struttura offriva palestre e sale di allenamento con cyclette computerizzate. Possedeva anche macchinari per l'elettrocardiogramma dinamico (Holter), l'Eco-Color Doppler cardiaco, la telemetria.

#### Altre aree
Nell'ospedale non mancavano le aree ricreative: vi erano biblioteche e stanze con biliardi, biliardini, giochi da tavolo. Vi era anche un salone ampio adatto agli spettacoli teatrali e cinematografici. Era attiva anche una scuola di attività artigianali che permetteva ai ricoverati di dilettarsi in attività di falegnameria, erboristeria, calzoleria, sartoria, rilegatoria meccanica. Sul terrazzo giaceva anche una stazione meteorologica gestita dai pazienti stessi. Non mancavano cucine, refettori, aule per gli incontri, sale televisione, servizio di ristorazione per visitatori, laboratori, farmacia, officine meccaniche. Vi era inoltre un garage per autoambulanze e altri veicoli. Diventò, praticamente, un paese a sé stante, con tutti i servizi necessari.

##### La chiesa dell'Immacolata

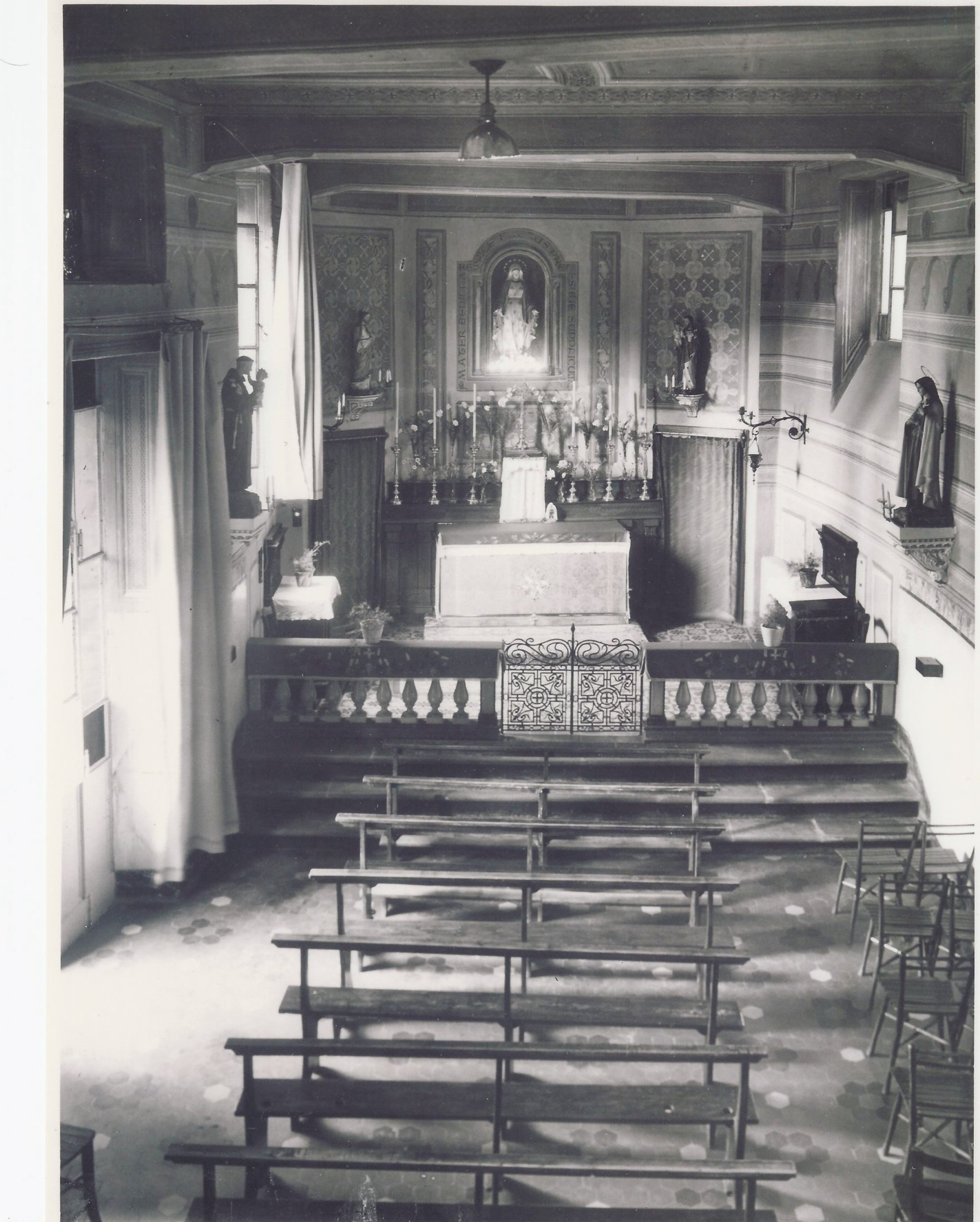
La vecchia chiesa dell'ospedale

###### Storia
L'assistenza religiosa dei malati è stata sempre garantita, grazie all'intervento del cardinale Ildefonso Schuster, che nel luglio 1942 elevò l'assistenza religiosa nell'ospedale a Delegazione Arcivescovile, mettendovi un cappellano stabile. All'epoca vi era solamente una semplice cappella, insufficiente.
Nel 1955, visto il crescente afflusso di malati, la Croce Rossa di Milano affidò all'ingegnere Eugenio Rezia la progettazione di una nuova chiesa da costruire nel sedime ospedaliero, in sostituzione a quella facente parte del convento, da tempo demolita. Padre Albino Bertoldi dei Frati Minori, cappellano, fu colui che chiese più vigorosamente la sua costruzione: raccolse fondi e materiali e accolse il supporto di volontari, malati fedeli e Suore. La prima pietra venne posata il 21 giugno 1958 dal cardinale Giovanni Battista Montini (il futuro Papa Paolo VI, all'epoca arcivescovo di Milano), lo stesso che il 7 luglio 1962 tornò per consacrarla una volta ultimata, dedicandola all'Immacolata Concezione della Vergine Maria.
In seguito all'abbandono dell'ospedale, anche la chiesa rimane in balia di vandali. Questo ha portato alla criminale introduzione di soggetti che ne hanno scardinato infissi, danneggiato gli interni, sottratto paramenti ed oggetti sacri dalla comunicante casa del cappellano, divelto mobilio (come il prezioso Tabernacolo, scardinato dalla posizione originale), rubato materiale religioso e non, tra cui un organo, e rotto un vetro dell'ampia vetrata sulla facciata, rappresentante un bosco.

###### Costruzione
Dedicata a Maria Vergine Immacolata, fu eretta dalla ditta Carnevali di Cuasso al Monte. Altri interventi furono eseguiti dalla ditta Danzi di Viggiù (portale di marmo), Antonio Seresini, abitante di Cavagnano (serramenti in ferro) ed una ditta di Gavardo, provincia di Brescia (pavimentazione in breccia aurora). Ospita molte statue lignee di scultori della Valgardena, oltre a molti altri elementi di pregio. La struttura si presenta piuttosto moderna, ciononostante si integra bene nel contesto cuassese grazie all'uso della rinomata pietra locale, il porfido rosso. Il campanile si innalza sulla sinistra della facciata e custodisce 5 campane in sistema ambrosiano. La costruzione venne terminata nel 1962, mentre venne poi costruito un tunnel che la collega all'ospedale, così da essere raggiungibile in qualsiasi condizione climatica.

## L'incendio
Nella sera del 24 agosto 2024 dal padiglione Medicina dell'ospedale si sviluppa un incendio di matrice quasi certamente dolosa, che avvolge l'intero piano terra. I piromani si sono introdotti a causa della mancata presenza di sorveglianza, ed hanno avuto libero accesso a tutti i locali della struttura; ciò gli ha permesso di appiccare le fiamme. I membri del "Comitato per l'Ospedale di Cuasso al Monte", dopo le prime segnalazioni da parte dei condomini della vicina Comunità Il Sorriso, accorrono sul posto. Numerosi i mezzi dei Vigili del Fuoco da Tradate, Somma Lombardo, Varese, ma anche Milano, da cui giunge la sezione NBCR (nucleare, biologico, chimico e radiologico) che per tutta la notte si occupano delle complicate operazioni di spegnimento. Intervengono anche i Carabinieri della vicina stazione di Porto Ceresio, i soccorritori del 118, i componenti dell'antincendio boschivo A.I.B. di Cuasso e Varese e i volontari della Protezione Civile cuassese. Ad alimentare l'incendio sono state le centinaia di scatoloni conservati all'interno dei corridoi del nosocomio, pieni di materiale sanitario plastico come mascherine e camici, rimasti dai tempi del COVID-19 quando l'ospedale viene riaperto per ospitare dei pazienti e abbandonati all'interno. Le fiamme ed il calore eccessivo portano al crollo di un pezzo di soletta del primo piano del padiglione Medicina; ciò rende più difficile il lavoro dei pompieri nello spegnimento degli ultimi focolai al piano superiore. L'incendio, fortunatamente, non si è protratto agli altri edifici del complesso grazie al veloce intervento dei Vigili del Fuoco, ma anche dei membri del Comitato.
Per tutta la sera, la notte ed il giorno seguente i cuassesi, ma anche gli abitanti dei paesi limitrofi nella Valceresio, lamentano un odore forte e nauseante di plastica bruciata nell'aria. I tecnici di Regione Lombardia e di A.R.P.A. Lombardia non rileveranno poi valori tossici nell'aria. Sul posto anche il sindaco del comune montano Loredana Bonora, che chiede risposte da ASST Sette Laghi sul perché della mancata sorveglianza e della presenza di tale materiale all'interno della struttura ormai da tempo abbandonata ma mai così vicina alla riapertura. Difficoltose le indagini in corso per trovare i piromani responsabili. Nel frattempo ASST Sette Laghi garantirà la sorveglianza notturna con delle guardie, lasciando però scoperte le ore diurne, e assicurando la riparazione e motorizzazione del cancello.

## Le controversie ed il rilancio

### Triste chiusura ed impegno per la riapertura
Venne chiuso nei primi anni del 2000 a causa di non ben noti problemi, e da allora non fu più completamente riaperto alla sua originale funzione sanitaria. L'unico momento in cui venne, anche se parzialmente, riaperto, fu nei primi mesi del 2020, all'imperversare dell'epidemia di COVID-19. Venne allestito come punto di degenza per pazienti affetti provenienti dall'intera provincia di Varese, una delle più colpite in Italia. Dopo la guarigione dell'ultimo malato, venne mantenuto aperto in caso di un'altra ondata forte di contagi, ma fu definitivamente chiuso pochi mesi dopo e abbandonato, com'è tuttora. Da anni il "Comitato per l'Ospedale di Cuasso al Monte" si batte per chiedere la sua riapertura.
I primi segni di interesse per il ritorno in funzione del nosocomio ci sono stati con il bando per l'acquisto della struttura, che, dopo la sua riuscita, venne data in gestione a ASST Sette Laghi.

### Inizio dei lavori e futuro dell'area ospedaliera
Dopo mesi di impegno da parte del Comitato, del Comune e di ASST Sette Laghi, il 16 dicembre 2024 viene finalmente assegnato l'appalto e vengono consegnate le chiavi dell'area alla ditta che andrà ad operarvi. Il cantiere si aprirà il 20 dicembre ed avrà una durata di 540 giorni naturali e consecutivi. I lavori, finanziati per 3,7 milioni di euro provenienti dal PNNR, interesseranno il padiglione Medicina (quello centrale), ed in particolare il suo piano primo, dove verranno realizzati 20 nuovi posti letto per degenza sociosanitaria, a gestione infermieristica, e nuovi ambulatori, nel progetto di un ospedale di comunità. Per garantire la sicurezza dell'area di cantiere durante la notte sono state piazzate barriere new jersey dotate di pannelli di acciaio e filo spinato lungo il perimetro del sedime, ed è in corso l'installazione di un sistema di videosorveglianza presso il padiglione in questione.
Questo è solo l'inizio di un progetto ben più grande che interesserà l'intera area dell'ex-ospedale: lavori futuri, molto futuri, riguarderanno anche gli altri due padiglioni, quello ex-convento e quello "Nuovo" risalente al 1964, ma anche il resto della zona. Di questi però se ne parlerà una volta finiti quelli che inizieranno a fine dicembre. Mentre i fondi finanziati per questa prima fase sono 3,7 milioni di euro, l'intero importo dei lavori che è stato stanziato da Regione Lombardia tramite il PNNR è di 24 milioni di euro.